# The Crew 2
The Crew 2 è un videogioco di guida open world online sviluppato da Ivory Tower e pubblicato da Ubisoft per Microsoft Windows, PlayStation 4, Xbox One e Google Stadia. 
È il seguito di The Crew. È caratterizzato da un persistente ambiente open world per il roaming gratuito attraverso una ricostruzione in scala ridotta degli Stati Uniti continentali. Il gioco consente ai giocatori di controllare una varietà di veicoli tra cui auto, moto, barche e aeroplani. È stato pubblicato il 29 giugno 2018.

## Trama
Il gioco segue la storia di un personaggio senza nome, con l'obiettivo di diventare un'icona negli Stati Uniti vincendo in tutte le discipline di corse disponibili nel gioco. Ci sono quattro discipline: Street Racing, Off Road, Freestyle e Pro Racing. In Street Racing, il giocatore è assistito da Latrell. In Off Road, il giocatore è assistito da Tucker "Tuck" Morgan. In Freestyle, il giocatore è assistito da Sofia e suo padre. In Pro Racing, il giocatore è assistito da Alexis.

## Modalità di gioco
Nel gioco, i giocatori assumono il controllo di un corridore, cercando di portarlo al successo nelle discipline presenti nel gioco. È caratterizzato da un ambiente aperto e permette di girare in piena libertà attraverso una ricreazione in scala ridotta degli Stati Uniti. Una novità del gioco rispetto al suo predecessore è la possibilità di controllare oltre alle macchine e motocicli anche altri tipi di veicoli tra cui aeroplani, hovercraft e motoscafi. Ogni veicolo ha una propria fisica di controllo, il che significa che il gameplay è diverso quando i giocatori controllano diversi tipi di veicoli. È possibile personalizzare il personaggio e il veicolo. Al contrario del primo, il gioco richiede una connessione internet costante per giocare.

## Sviluppo
The Crew 2 è stato sviluppato dalla Ivory Tower, una sussidiaria della casa madre Ubisoft. Gli sviluppatori hanno fatto affidamento sui commenti negativi del gameplay di The Crew: una delle principali critiche è stata che i giocatori non avevano abbastanza libertà per esplorare il mondo e fare missioni. Per questo, Ubisoft ha deciso di non concentrarsi troppo sulla storia, che avrebbe richiesto ai giocatori di completare le missioni in un ordine molto specifico, e invece ha diviso il gioco in diversi mondi, ognuno dei quali rappresentava un unico stile di guida. In questo modo, i giocatori possono rimanere in questi mondi per giocare le missioni che li interessano e non hanno bisogno di costringersi a visitarne altri per svolgere missioni che non li interessano. È stato anche cambiato il motore di gioco per trarre beneficio da una resa grafica più realistica e accurata, includendo alcuni miglioramenti, come le nuvole e la vegetazione realistica.
Il gioco è stato annunciato nel maggio 2017. È stato rivelato all'E3 2017 accompagnato da un trailer e da un gameplay. Originariamente il gioco doveva essere pubblicato per Microsoft Windows, PlayStation 4 e Xbox One il 16 marzo 2018, tuttavia, all'inizio di dicembre 2017, Ubisoft annunciò che il gioco sarebbe stato posticipato verso la metà o la fine del 2018, al fine di offrire agli sviluppatori ulteriori tempo di consegnare un prodotto di qualità. Il gioco è stato pubblicato in tutto il mondo il 29 giugno 2018.

## Accoglienza
Il gioco ha ricevuto recensioni perlopiù positive dalla stampa specializzata. È stato comunque più apprezzato rispetto al suo predecessore.